# Brâncovenești
Brâncovenești é uma comuna romena localizada no distrito de Mureș, na região histórica da Transilvânia. A comuna possui uma área de 87.62 km² e sua população era de 4121 habitantes segundo o censo de 2007.

## Património
- Castelo Kendy-Kemény